# Howard Franklin
Howard Franklin (...) è uno sceneggiatore e regista statunitense.

## Filmografia

### Regista
- Scappiamo col malloppo (Quick Change) (1990 - coregia di Bill Murray, anche sceneggiatore
- Occhio indiscreto (The Public Eye) (1992) - anche sceneggiatore
- Per amore di Vera (Larger Than Life) (1996)

### Sceneggiatore
- Il nome della rosa (Der Name der Rose), regia di Jean-Jacques Annaud (1986)
- Chi protegge il testimone (Someone to Watch Over Me), regia di Ridley Scott (1987)
- L'uomo che sapeva troppo poco (The Man Who Knew Too Little), regia di Jon Amiel (1997)
- S.Y.N.A.P.S.E. - Pericolo in rete (Antitrust), regia di Peter Howitt (2001)
- Un anno da leoni (The Big Year), regia di David Frankel (2011)